# Liste der portugiesischen Botschafter in Trinidad und Tobago
Die Liste der portugiesischen Botschafter in Trinidad und Tobago listet die Botschafter der Republik Portugal in Trinidad und Tobago auf. Die Länder unterhalten seit 1977 direkte diplomatische Beziehungen.
Im Jahr 1978 akkreditierte sich der erste portugiesische Botschafter in Trinidad und Tobago, Portugals Vertreter mit Amtssitz in der venezolanischen Hauptstadt Caracas. Eine eigene Botschaft in der dortigen Hauptstadt Port of Spain eröffnete Portugal danach nicht, das Land gehört weiterhin zum Amtsbezirk der portugiesischen Botschaft in Venezuela, dessen Missionschef dazu in Trinidad und Tobago zweitakkreditiert wird (Stand 2019).

## Missionschefs
| Name                                                | Bild                | Akkreditierungsdatum              | Anmerkungen                                                                         |
| Trinidad und Tobago                                 | Trinidad und Tobago | Trinidad und Tobago               | Trinidad und Tobago                                                                 |
| --------------------------------------------------- | ------------------- | --------------------------------- | ----------------------------------------------------------------------------------- |
| Walter Ruivo Pinto Gomes Rosa                       |                     | ab 1978                           | Botschafter mit Amtssitz Caracas, am 31. August 1978 in Port of Spain akkreditiert  |
| Pedro Martim da Cunha Veiga Madeira de Andrade      |                     | ab 1982                           | Botschafter mit Amtssitz Caracas, am 23. Juni 1982 in Port of Spain akkreditiert    |
| Duarte Vaz Pinto da Fonseca de Sá Pereira de Castro |                     | ab 1989                           | Botschafter mit Amtssitz Caracas, am 6. Juli 1989 in Port of Spain akkreditiert     |
| Júlio Francisco de Sales Mascarenhas                |                     | ab 1994                           | Botschafter mit Amtssitz Caracas, am 2. Dezember 1994 in Port of Spain akkreditiert |
| Fernando Manuel Oliveira de Castro Brandão          |                     | 5. Mai 1999 –27. September 2002   | Botschafter mit Amtssitz Caracas, am 14. Juni 2000 in Port of Spain akkreditiert    |
| Vasco Luís Pereira Bramão Ramos                     |                     | 24. März 2003 –18. Mai 2005       | Botschafter mit Amtssitz Caracas                                                    |
| João Pedro de Noronha Brito Câmara                  |                     | 19. März 2005 –1. April 2005      | Übergangs-Geschäftsträger am Amtssitz Caracas                                       |
| José Manuel da Costa Arsénio                        |                     | 2. Mai 2005 –21. März 2006        | Botschafter mit Amtssitz Caracas                                                    |
| Emídio da Veiga Domingos                            |                     | 22. März 2006 –28. November 2006  | Übergangs-Geschäftsträger am Amtssitz Caracas                                       |
| João José Gomes Caetano da Silva                    |                     | 29. November 2006 –9. Januar 2011 | Botschafter mit Amtssitz Caracas                                                    |
| Mário Alberto Lino da Silva                         |                     | 11. Januar 2011 –30. März 2014    | Botschafter mit Amtssitz Caracas                                                    |
| Fernando Manuel de Jesus Teles Fazendeiro           |                     | 2014– 24. Juli 2017               | Botschafter mit Amtssitz Caracas                                                    |
| Carlos Nuno Almeida de Sousa Amaro                  |                     | seit 13. September 2017           | Botschafter mit Amtssitz Caracas                                                    |